# Chiesa di Sant'Erardo
La Chiesa di Sant'Erardo (Erhardkirche) è una chiesa nella città di Salisburgo. Si trova nella Nonntal interna direttamente sotto il Nonnberg.
La chiesa fa parte del centro storico della città di Salisburgo patrimonio mondiale dell'UNESCO.

## Storia
La cappella gotica Erardo fu menzionata per la prima volta nel 1404. Era collegata all'ospedale più vicino e inizialmente utilizzata principalmente come chiesa ospedaliera. Era già dedicata a Erardo di Ratisbona, patrono dei malati e dei poveri. Fu utilizzata per la prima volta come chiesa ospedaliera dell'abbazia femminile benedettina di Nonnberg. L'ospedale esisteva già nel 1310. Nel 1603, il principe arcivescovo Wolf Dietrich von Raitenau acquistò l'ospedale e la cappella in sostituzione dell'ospedale capitolare del Kaiviertel, che all'epoca era stato riorganizzato.

## Costruzione e vista esterna
Dal 1685 al 1689, su incarico del capitolo della cattedrale sotto l'arcivescovo Max Gandolf von Kuenburg, fu costruita l'odierna chiesa in stile barocco italiano su progetto dell'architetto Giovanni Gaspare Zuccalli. Ha una cupola a tamburo con una lanterna, che è incorniciata da torri laterali più sottili. Nel frontone si trova lo stemma del capitolo della cattedrale. I piani campanari ottagonali delle torri furono modificati l'ultima volta nel 1711. La più antica campana della chiesa proviene da Benedikt Eisenberger (1686).

### Ingresso
Il portale d'ingresso è concepito come un portico con una scalinata a due ali e ricorda lontanamente un maestoso castello rinascimentale. L'ingresso rialzato, indica le numerose alluvioni del passato, da cui la chiesa doveva essere protetta.

### Erhardibrunnen
La fontana a muro davanti alla chiesa al centro del plinto del portico, chiamata Erhardibrunnen (fontana di Erardo), fu realizzata nel 1688 da Andreas Götzinger. Ha una ciotola di marmo ricurva e una testa di leone come gargoyle e veniva utilizzata principalmente per l'ospedale dalla servitù del capitolo della cattedrale. Godeva di grande popolarità perché all'acqua veniva attribuito potere curativo e allo stesso tempo ricorda Sant'Erardo, di cui si narra che scavasse sempre nuovi pozzi quando fondava delle missioni.

## Interno
I ricchi e pesanti stucchi con ghirlande, conchiglie e medaglioni, volute e stemmi, eseguiti in parte a imitazione della terracotta, sono opera di Francesco Brenno, Carlo Antonio Brenno e Ottavio Mosto. L'interno intorno alla cupola è progettato con tre absidi, ugualmente grandi e larghe, recanti le iscrizioni Humilitas (latino= Umiltà, per l'altare di san Carlo Borromeo), Vigilantia (latino = Vigilanza, per l'altare di Erardo) e Zeloti (greco = [fede] zelo, per l'altare di san Francesco Saverio).

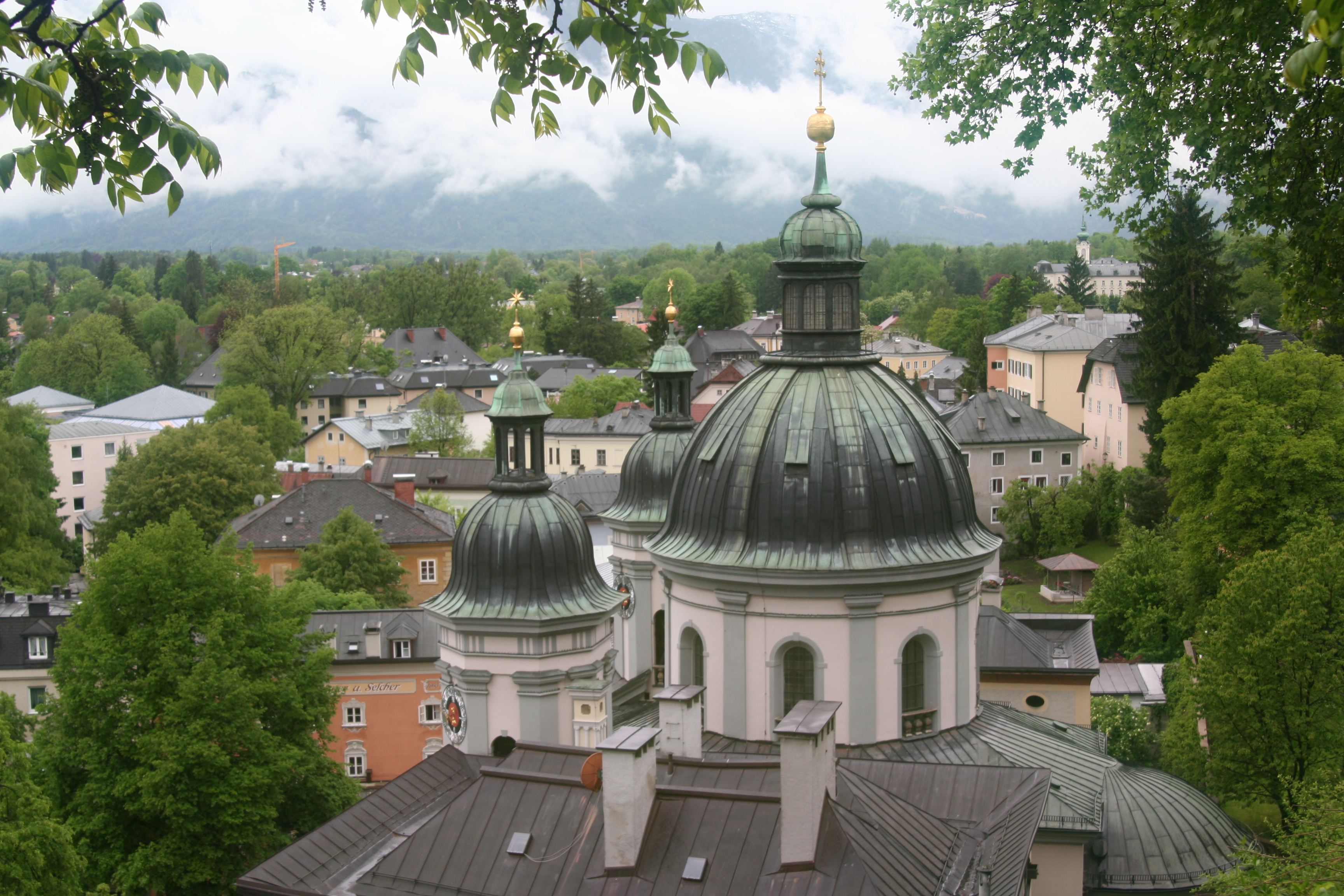
Vista della cupola dalle colline retrostanti

### Cupola
Il motivo delle due guglie si ritrova nella forma di una cupola centrale sormontata da una lanterna. Nei pennacchi sotto la cupola ci sono altorilievi dei santi Ruperto, Virgilio, Martino e Vitale. Nella cupola ci sono otto medaglioni con scene della vita di Sant'Erardo. Al di sotto di questi medaglioni sono disposte le quattro virtù cardinali.
Il pulpito ligneo barocco del 1724 ha ornamenti a fascia e palmette dorate. Anche la griglia di copertura è artisticamente progettata. In contrasto con le alte barre verticali con ricchi ornamenti a spirale, sembra molto vivace.

### Altari
L'altare maggiore è stato progettato da Andreas Götzinger. Il frontone ad arco a spicchi riporta il gruppo di figure della Santissima Trinità. Lo stemma di Johann Ernst si trova sulla trabeazione, che è sostenuta da quattro colonne salomoniche. La pala d'altare illustra il battesimo di Ottilia di Hohenbourg. Questo dipinto ad olio è stato realizzato da Johann Michael Rottmayr nel 1692. Il tabernacolo con arredi riccamente decorati è stato realizzato tra il 1747 e il 1749 e reca lo stemma del committente, il principe arcivescovo Jakob Ernst.
Gli altari laterali hanno una struttura simile: la tavola dell'altare di sinistra mostra san Carlo Borromeo con gli appestati a Milano; la famosa reliquia dei Sacri Chiodi viene portata in processione. La tavola dell'altare di fronte raffigura san Francesco Saverio come missionario con un aspersorio dell'acqua santa. Le due pale degli altari laterali sono attribuite a Franz de Neve. Nel timpano dell'altare laterale destro è raffigurata la gloria di san Francesco Saverio. Gli altari laterali furono donati dai canonici salisburghesi. Anche gli stemmi sull'altare maggiore e sugli altari laterali rispecchiano la graduatoria secondo la contesa tra il canonico e il principe-arcivescovo all'epoca, in cui prevaleva il principe. Nella parete, subito a destra dell'altare Borromeo, c'è anche l'urna del cuore di un prevosto della cattedrale.